# Attayampatti
Attayampatti là một thị xã panchayat của quận Salem thuộc bang Tamil Nadu, Ấn Độ.

## Nhân khẩu
Theo điều tra dân số năm 2001 của Ấn Độ, Attayampatti có dân số 12.867 người. Phái nam chiếm 52% tổng số dân và phái nữ chiếm 48%. Attayampatti có tỷ lệ 64% biết đọc biết viết, cao hơn tỷ lệ trung bình toàn quốc là 59,5%: tỷ lệ cho phái nam là 72%, và tỷ lệ cho phái nữ là 56%. Tại Attayampatti, 11% dân số nhỏ hơn 6 tuổi.